# Rottofreno
Rottofreno (en llengua emiliana: Altufrèi, Artufrèi, Ltufrèi o Rtufrèi) és un municipi de la província de Piacenza a la regió italiana d'Emília-Romanya, situat a uns 160 quilòmetres al nord-oest de Bolonya i uns 12 quilòmetres a l'oest de Piacenza.
Rottofreno limita amb els municipis següents: Borgonovo Val Tidone, Calendasco, Chignolo Po, Gragnano Trebbiense, Monticelli Pavese, Piacenza i Sarmato.
El principal nucli del municipi és San Nicolò, que té més habitants que el propi Rottofreno.

## Llocs d'interès
- La gran església barroca de Sant Joan Baptista (1690) a la frazione de Santimento.